# Kümmel (Gattung)
Kümmel (Carum) ist eine Pflanzengattung innerhalb der Familie der Doldenblütler (Apiaceae). Die etwa 20 Arten sind in den Gemäßigten und subtropischen Gebieten der Alten Welt verbreitet.

## Beschreibung

### Vegetative Merkmale
Carum-Arten sind oft zweijährige oder kurzlebende ausdauernde, krautige Pflanzen. Die Grundblätter sind in Blattscheide, Blattstiel und -spreite gegliedert. Die Laubblätter sind zwei- oder dreifach gefiedert.

### Generative Merkmale
Die doppeldoldigen Blütenstände können Hüllen und Hüllchen besitzen.
Die fünfzähligen Blüten sind zwittrig oder teilweise rein männlich, mit meistens doppelter Blütenhülle und sie sind oft protandrisch. Die Kelchblätter sind unauffällig oder können auch ganz fehlen. Die Kronblätter können weiß, rosafarben oder rot sein, sie sind gerundet verkehrt-eiförmig und tief eingeschnitten, sie weisen zudem einen nach innen gebogenen Lappen auf. Die fünf Staubblätter sind meist frei. Das Stylopodium (Griffelpolster) auf dem unterständigen Fruchtknoten ist kissenförmig und besitzt einen abgeflachten, gewellten Rand. Die meist kurzen, zurückgebogenen Griffel enden in einer kleinen, kopfigen Narbe.
Die Teilfrüchte (Merikarpien) der Spaltfrüchte sind länglich und längs leicht eingedrückt. Ihre Längsrippen sind stumpf und ihre Tälchen (Valleculae) sind breit und bestehen aus einem Kanal, zur Vereinigungsstelle hin aus zwei Kanälen. Die Fruchthalter (Karpophor) sind im oberen Teil geteilt.

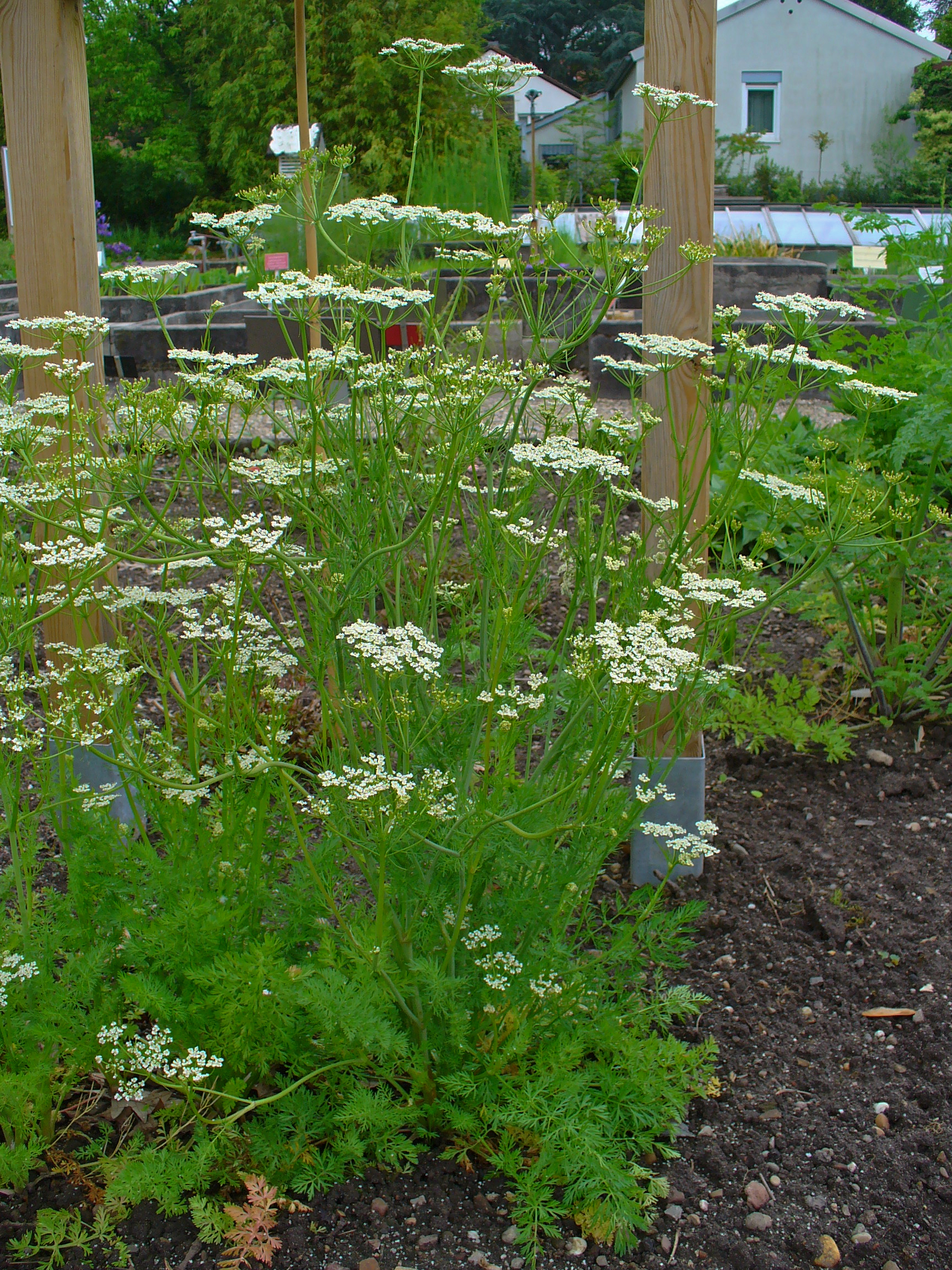
Echter Kümmel (Carum carvi)

## Systematik und Verbreitung
Die Gattung Carum wurde durch Carl von Linné aufgestellt.
Die Gattung Carum ist in den Gemäßigten Gebieten der Alten Welt verbreitet. In China kommen vier Arten vor, eine davon nur dort.
Es gibt mindestens 20 Arten:
- Carum appuanum (Viv.) Grande (Syn.: Carum rigidulum (Viv.) W.D.J.Koch ex DC.): Sie kommt in Italien, Serbien, Bulgarien, Albanien, Nordmazedonien und Griechenland vor.[3]
- Carum atrosanguineum Kar. & Kir.: Sie kommt in Kasachstan, Kirgisistan, Russland und Xinjiang vor.[1]
- Carum bretschneideri H.Wolff: Sie gedeiht an schattigen, feuchten Standorten in Höhenlagen von 1500 bis 2000 Metern in den chinesischen Provinzen Hebei sowie Shanxi.[1]
- Carum buriaticum Turcz. (Syn.: Carum angustissimum Kitagawa, Carum curvatum C.B.Clarke ex H.Wolff, Carum furcatum H.Wolff, Carum pseudoburiaticum H.Wolff): Sie kommt in Russlands Fernem Osten, in Tibet, in der Mongolei, in der Inneren Mongolei und in den chinesischen Provinzen Gansu, Hebei, Henan, Jilin, Liaoning,  Qinghai, Shaanxi, Shandong, Shanxi, Sichuan sowie Xinjiang vor.[4][1][5]
- Echter Kümmel (Carum carvi L.)[5]
- Carum caucasicum (M.Bieb.) Boiss.: Sie kommt in Aserbaidschan, Armenien, Georgien und im Kaukasusraum vor.[3][5]
- Carum graecum Boiss. & Heldr.: Sie kommt in zwei Unterarten in Serbien, Mazedonien, Albanien, Griechenland und Bulgarien vor.[3]
- Carum grossheimii Schischk.: Sie kommt in Georgien und im Kaukasusraum vor.[3][5]
- Carum heldreichii Boiss. (Syn.: Carum carvifolium (DC.) Arcang., Carum flexuosum (Ten.) Nyman non (With.) Sweet): Sie kommt in Italien, Serbien, Mazedonien, Albanien und Griechenland vor.[3][5]
- Carum iminouakense Quézel: Sie kommt in Marokko vor.[3]
- Carum jahandiezii Litard. & Maire: Sie kommt in Marokko vor.[3]
- Carum komarovii Karjay: Sie kommt in Armenien und in Aserbaidschan vor.[3]
- Carum lacuum Emb.: Sie kommt nur in Marokko vor.[3]
- Carum leucocoleon Boiss. & A.Huet: Sie kommt in der Türkei vor.[3]
- Carum lomatocarum Boiss. (Syn.: Lomatocarum alpinum (M.Bieb.) Fisch. & C.A.Mey.): Sie kommt im Kaukasusraum vor.[5]
- Carum meifolium Boiss.: Sie kommt in der Türkei, in Georgien und im Kaukasusraum vor.[3][5]
- Carum meoides (Griseb.) Halácsy: Sie kommt in Griechenland vor.[3]
- Carum montanum (Batt.) Arcang.: Sie kommt in Algerien und Tunesien vor.[3]
- Carum nothum C.B.Clarke (Syn.: Bunium nothum (Clarke) P.K.Mukh.): Diese seltene Art ist nur von zwei Fundorten in den indischen Bundesstaaten Karnataka sowie Tamil Nadu bekannt.
- Carum polyphyllum Boiss. & Balansa ex Boiss.: Sie kommt in Syrien und im Libanon vor.[3]
- Carum porphyrocoleon (Freyn & Sint.) Woronow ex Schischk.: Sie kommt nur in Georgien[4] und in der Türkei vor.[5]
- Carum proliferum Maire: Sie kommt in Marokko vor.[3]
- Crum rupicola Hartvig & Strid: Sie kommt in der Türkei vor.[3]

Die etwa drei Arten der Gattung Hellenocarum H.Wolff und der neuen Gattung Neomuretia Kljuykov, Degtjareva & Zakharova (sie enthält nur zwei Arten) gehören seit 2016 nicht mehr in die Gattung Carum:
- Hellenocarum depressum (Hartvig & Kit Tan) Kljuykov & Zakharova (Syn.: Carum depressum Hartvig & Kit Tan[3]):[6]
- Hellenocarum multiflorum (Sm.) H.Wolff (Syn.: Carum multiflorum (Sm.) Boiss.)[6]
- Hellenocarum strictum (Griseb.) Kljuykov (Syn.: Carum strictum (Griseb.) Boiss., Carum lumpeanum Dörfl. & Hayek, Carum  scaligerioides Bornm.)[6]
- Neomuretia amplifolia (Boiss. & Hausskn.) Kljuykov, Degtjareva & Zakharova (Syn.: Hellenocarum amplifolium (Boiss. & Hausskn.) Kljuykov)[6]
- Neomuretia pisidica (Kit Tan) Kljuykov, Degtjareva & Zakharova (Syn.: Hellenocarum  pisidicum Kit Tan)[6]

Nicht mehr in die Gattung Carum gestellt werden:
- Carum diversifolium (DC.) C.B.Clarke → Trachyspermum roxburghianum (DC.) H.Wolff: Sie ist Sri-Lanka, Indien, Myanmar, Vietnam, Laos, Kambodscha, Thailand, im südwestlichen China, in Indonesien, Malaysia, auf den Philippinen und Papua-Neuguinea verbreitet.[5]

Nicht mehr in die Gattung Carum gestellt, sondern in eine monotypische Gattung Trocdaris Raf. wird:
- Quirlblättriger  Kümmel oder Quirl-Kümmel (Carum verticillatum (L.) W.D.J.Koch → Trocdaris verticillata (L.) Raf.)[7]

Nicht mehr in die Gattung Carum gestellt werden:
- Carum bulbocastanum (L.) W.D.J.Koch → Bunium bulbocastanum L.
- Carum pachypodium Candargy → Oenanthe silaifolia M.Bieb.: Dieser Endemit kommt nur auf der Insel Lesbos vor.
- Carum saxicola Albov → Lomatocarum alpinum (M.Bieb.) Fisch. & C.A.Mey.